# Lannédern

Lannédern este o comună în departamentul Finistère, Franța. În 1 ianuarie 2022 avea o populație de 321 de locuitori.

## Istoric
Istoria lui Lannédern este puțin cunoscută. Nu există practic nici o rămășiță de timpuri preistorice și antice, cu excepția unor tumulii nedatate.

## Geografie
Lannédern este un burg situat la 154 metri altitudine întinsă de-a lungul drumului provincial 14 orientate spre sud-vest la nord-est de la Huelgoat în Pont-Keryau, situat în orașul Pleyben. Orașul sa dezvoltat pe o bordură formând un foișor cu vedere la dealurile din partea de est a Brasparts și partea de vest a Loqueffret, cu văi adânci (The Douffine și afluenții săi) și eminențe verzi ca lemnul Bodriec și Roc'h Glaz situat în municipalitatea Loqueffret. În depărtare, spre nord-vest, domul muntelui Saint-Michel de Brasparts domină orizontul, dincolo de mlaștina lui Yeun Elez.
Orașul se învecinează la nord cu un afluent al malul stâng al Douffine care curge într-o vale relativ îngustă, care separă orașul de la vecine nordice Brasparts și Loqueffret: care este nord-vest a teritoriului municipal, care se vor întâlni altitudini orasul de Jos: 84 de metri in apropiere de Kerivarc'h, cătun situat în Brasparts, dar învecinat Lannédern, 83 de metri în valea Ster Roudou, la confluența cu malul stâng al râului și granița cu orașul Pleyben . Cele mai mari elevaþii se găsesc în apropierea orașului în sud-est (la 200 de metri sud de Roc'h Ven, 195 de metri la Capela Coat Ar Roc'h), ceea ce explică faptul că satul este Lannédern expus pe o pantă orientată spre nord, întorcând spatele spre sud. Relativ altitudini mari sunt, de asemenea, găsite în apropiere de marginea de est a orasului (176 metri Kerharnel), cu partea de sud a Loqueffret și de Sud (167 de metri Pennaneac'h), cu orașul învecinat Pleyben.
Orașul este puțin împădurit, dar are un peisaj de pădure verde. Pe lângă un sat de dimensiuni modeste, populația este împărțită în douăzeci de cătune, cea mai mare fiind cele ale Treuscoat, Quivit, Coulin, Mescoz, Guernaléon, Penhuil, Guennou Doar, Pennaneac'h.
Lannédern este aproape de Parcul Natural Regional Armorique, dar nu face parte din acesta.

## Toponimie
Numele localității este atestat ca Lanedern în jurul anului 1330, Lannedern în 1368.
Numele Lannédern provine din "lan" (schitul) din Breton și din Saint Edern, născut în Țara Galilor sau Irlanda.